# Кацпер Масяк
Кацпер Масяк (пол. Kacper Masiak, нар. 11 січня 2005, Рацибож, Польща) — польський футболіст, атакувальний півзахисник клубу «Ракув».

## Ігрова кар'єра

### Клубна
Кацпер Масяк є вихованцем футбольної школи клубу «Заглемб'є» з міста Любін. З 2021 року він почав свої виступи у дублюючому складі команди у Другій лізі. Свою першу гру в основі Масяк провів 4 лютого 2022 року, коли вийшов на заміну в кінці матчу чемпіонату Польщі проти варшавської «Легії». Та гра так і залишилася єдиною для Кацпера у формі «Заглембє».
У січні 2024 року Маяск перейшов до стану іншого клубу Екстракляси «Ракув». Кілька разів був у заявці першої команди, але в першому сезоні в клубі грав лише за другий склад «Ракува».

### Збірна
З 2021 року Кацпер Масяк захищає кольори юнацьких збірних Польщі.